# Aportuguesamento

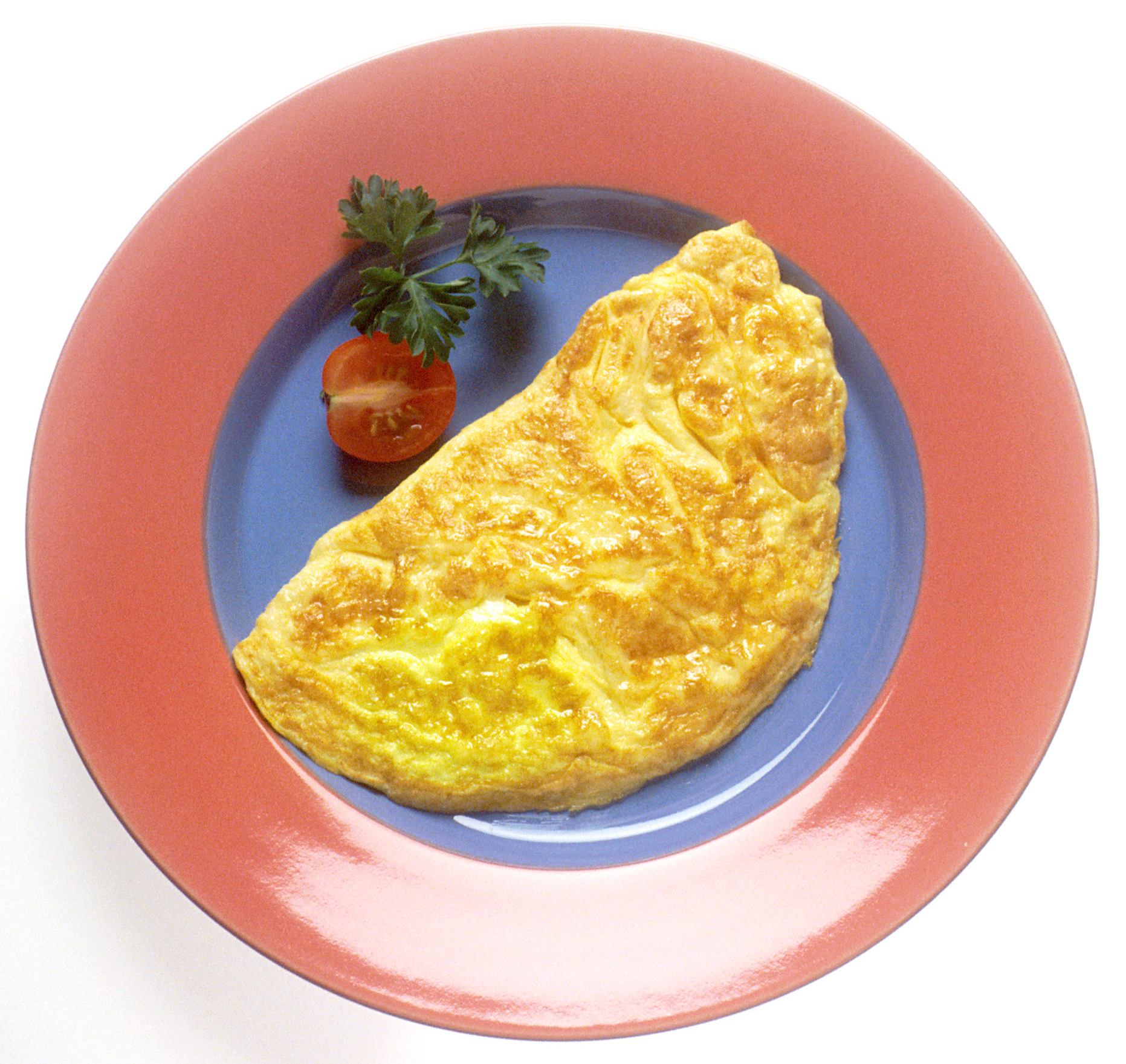
"Omelete" é um aportuguesamento de omelette, do francês.

Aportuguesamento é a adaptação ortográfica de uma palavra de uma língua estrangeira respeitando as estruturas fonológicas e morfológicas da língua portuguesa. Isso implica, por exemplo, transformar a pronúncia e a flexão da palavra para que se torne "natural" em um contexto lusófono. Quando integrada na língua portuguesa, a nova palavra pode ser classificada como estrangeirismo.

## Exemplos
- Bife (do inglês beef)
- Bufê (do francês buffet)
- Filme (do inglês film)
- Futebol (do inglês football)
- Líder (do inglês leader)
- Omelete (do francês omelette)
- Pulôver (do inglês pullover)
- Sinuca (do inglês snooker)
- Rali (do francês antigo ralier)
- Uísque (do inglês whisky)

Muitas palavras com origem estrangeira foram adaptadas, fonética ou até ortográfica e morfologicamente, à língua portuguesa.
Instituições como a Academia Brasileira de Letras e a Academia das Ciências de Lisboa têm um papel muito importante na regulação e divulgação destas novas palavras do idioma português. Igualmente os jornais e as organizações escolares e editoriais têm uma função de destaque na  uniformização e padronização dos novos termos. Em última instância, é a comunidade de falantes que decide quais os aportuguesamentos que são adotados ou rejeitados.

## Quando aportuguesar
Em princípio, qualquer falante de português pode fazer um aportuguesamento, independentemente de essa inovação poder vir a ser consagrada ou esquecida.
Os critérios que motivam o aportuguesamento de uma palavra estrangeira são simultaneamente concretos e vagos, deixando espaço para interpretações variadas e até conflitantes.
O impulso de aportuguesar deve ter, em consideração, o respeito pelos usos consagrados e generalizados, e evitar novos termos que dificultem o reconhecimento do termo inicial e compliquem a comunicação entre as pessoas. Parece igualmente imperativo seguir os padrões fonéticos, gráficos e morfológicos da língua portuguesa. A história da língua portuguesa mostra que, em muitos casos, houve uma resistência inicial, antes de os novos aportuguesamentos serem aceites, tendo passado por um período de transição às vezes chamado de limbo. Todavia, há casos em que só resta usar mesmo a palavra estrangeira, quando não for possível encontrar um equivalente português nem fabricar um aportuguesamento.
Um caso particular dos aportuguesamentos é aquele que se refere aos nomes geográficos. Se "Nova Iorque" ou "Nova York" (do inglês New York) está consagrada e definitivamente adotada, já outros termos como "Bordéus" (Bordeaux) e "Nova Orleães" ou "Nova Orleans" (New Orleans) são tema de discussões entre os falantes de português. Certos topónimos estão consagrados na sua forma original, não costumando ser aportuguesados, como Buenos Aires (não Bons Ares), La Paz (não A Paz) ou Los Angeles (não Os Anjos).